# Hammarforsens brus
Hammarforsens brus är en svensk dramafilm från 1948 i regi av Ragnar Frisk.

## Innehåll
Flottaren Anders förälskar sig i Marit. Hennes far, storbonden Bjur-Erik, motsätter sig deras förbindelse. Under flottningsarbete hamnar Anders i forsen men kamraterna återfinner honom vid liv och han förs till Bjur-Eriks fäbod där Marit befinner sig. Hon tar hand om honom och han kan så småningom återvända till flottarlaget. Anders får så veta att han genom ett testamente blivit utsedd till arrendator för Vika-Pers gård, där han tidigare arbetat som dräng. På midsommar anordnar Bjur-Erik en fest och även Anders vågar sig dit. Det visar sig nu att Bjur-Erik inte är Marits verklige far. Han var en gång kär i hennes mor och när hon dog under olyckliga omständigheter tog han hand om Marit. Marit påminner honom om den döda modern och han kan därför inte förlika sig med att Anders och Marit blir ett par. Bjur-Erik finner de två nere vid älven dit de gått för att vara ensamma. Bjur-Erik slår Anders medvetslös och för Marit tillbaka till gården med våld. Anders kvicknar till och tar sig tillbaka till gården och det utbryter ett våldsamt slagsmål mellan männen. Marit ger sig av tillsammans med Anders. För att hämnas lejer Bjur-Erik en torpare som anlägger mordbrand i Anders skog men vinden vänder och istället brinner Bjur-Eriks skog ner. Bjur-Erik tappar kontrollen och tar sin älgstudsare och beger sig till Anders för att skjuta honom men stället träffar han Anders gamle dräng varefter Bjur-Erik flyr till skogs. Länsman anordnar skallgång och till sist finner man Bjur-Eriks gömställe. Skottlossning utbryter och när Bjur-Erik gjort slut på sin ammunition försöker han fly över älven men slinter och omkommer i forsen.

## Om filmen
Filmen premiärvisades den 25 oktober 1948. Filmen spelades in vid Sandrew-Ateljéerna i Stockholm samt vid Laforsen i Hälsingland. Efter filmens urpremiär, som ägde rum i bland annat Hammarstrand, avhöll Ragunda Hembygdsförening ett protestmöte mot filmen och lät sedan offentliggöra ett upprop mot filmen där man bland annat framhöll att filmen trots titeln inte var inspelad i trakten. Man menade också att filmen gav en ovärdig bild av trakten: "Ty sagda melodi får stå som skylt för en ovärdig film, ovärdig därför att den är fylld av både billighet och råhet [-] Ja, men filmen är ju ej inspelad i Ragunda! Så mycket värre! [-]Främlingen måste på grund av filmen tro, att det i Ragunda dal ser ut som i filmen. En helt annan natur än vår träder fram på den vita duken."  (Länstidningen, Östersund 12.11.1948). Filmens titel anknöt till Albert Brännlunds melodi Hammarforsens brus från 1913.
När filmen hade sin premiär i Stockholm en dryg månad efter urpremiären kommenterades detta av några recensenter. Signaturen Robin Hood (Bengt Idestam-Almquist) skrev i Stockholms-Tidningen 30.11: "När man nu sett Hammarforsens brus förstår man ej rabaldret. Vad finns där att bråka om? En naiv allmogefilm, rätt spännande, med en del vackra bilder och några nya effekter i Sven Skölds musik."
Ett första ej inspelat manuskript skrevs av författaren Per Nilsson-Tannér. När filmen först annonserades i Biografägaren (nr 1/1948) som kommande inspelning står denne som manusförfattare. Denne kände sig efter premiären förfördelad av producenten Kungsfilm som dock förklarade att manuskriptet varit  ospelbart och saknade förutsättningarna att bli en kommersiellt framgångsrik film.

## Rollista i urval
- Peter Lindgren - Anders
- Inga Landgré - Marit
- Arnold Sjöstrand - Bjur-Erik, Marits far
- Naima Wifstrand - Marits farmor
- Josua Bengtson - Spanska-Fredrik, flottare
- Artur Rolén - Torpar-Olle
- Birger Åsander - Lasse, flottare
- Hilding Rolin - Kungen, flottare
- Willie Sjöberg - prästen
- Wiktor "Kulörten" Andersson - Gammel-Johan, dräng på Vikagården
- Gösta Gustafson - Oskar den halte
- Einar Lidholm - Kolar-Abel
- Birgitta Salwert - piga hos Bjur-Erik
- Gurli Lymå - Stina, piga på Vikagården
- Helga Brofeldt - Fia, Torpar-Olles käring

## Musik i filmen
- Hammarforsens brus, kompositör Albert Brännlund, text 1935 Helge Roundquist text 1948 Tord Wetterberg, text 1976 Thore Skogman, instrumental.
- Limu limu lima
- Var skall man sig en flicka finna?, sång Josua Bengtson, Birger Åsander, Hilding Rolin och Einar Lidholm
- Gretas hambo, kompositör Sven Sköld, instrumental.
- Hambo (Frank), kompositör Erik Frank, instrumental.
- A Hupfata (Klarinettpolka), instrumental.